# Saint-Martin-lez-Tatinghem
Saint-Martin-lez-Tatinghem – gmina we Francji, w regionie Hauts-de-France, w departamencie Pas-de-Calais. W 2013 roku liczba ludności wynosiła 5706 mieszkańców.
Gmina została utworzona 1 stycznia 2016 roku z połączenia dwóch ówczesnych gmin: Saint-Martin-au-Laërt oraz Tatinghem. Siedzibą gminy została miejscowość Saint-Martin-au-Laërt.